# Шальнов, Александр Всеволодович
Алекса́ндр Все́володович Шально́в (17 мая 1927 — 21 февраля 2009) — советский и российский физик, ректор МИФИ (1984—1997); Заслуженный деятель науки и техники Российской Федерации (1994).

## Биография
Александр Всеволодович Шальнов родился 17 мая 1927 года в городе Покров Орехово-Зуевского уезда Московской губернии (ныне Петушинский район Владимирской области).
В 1953 году окончил МИФИ.
С 1962 по 1966 был деканом факультета электронных вычислительных устройств и средств автоматики (ЭВУСА) МИФИ после разделения его на два факультета, с 1966 по 1973 — декан факультета автоматики и электроники (А) МИФИ. В 1969 году защитил докторскую диссертацию «Волноводные ускоряющие секции».
С 1973 по 1978 гг. А. В. Шальнов — директор отдела научных исследований и лабораторий Международного агентства по атомной энергии (МАГАТЭ).
С 1979 по 1984 — декан факультета автоматики и электроники (А) МИФИ.
С 1984 по 1997 — ректор МИФИ.
Скончался 21 февраля 2009 года после тяжелой продолжительной болезни.

### Профессиональная деятельность
Основные направления профессиональной деятельности:
- ускорители заряженных частиц,
- микроэлектроника,
- технология высшего образования.

Александр Всеволодович был членом редколлегии журнала «Атомная энергия».

## Личная жизнь
Был женат; двое детей.

## Звания и награды
- Доктор технических наук
- Профессор
- академик Международной академии наук высшей школы
- академик Международной академии информатизации
- медаль имени академика С. И. Вавилова
- Заслуженный деятель науки и техники Российской Федерации (11 апреля 1994)

## Публикации
- Основы радиотехники ускорителей: Генераторы и усилители сверхвысоких частот : Пособие для студентов Моск. инж.-физ. ин-та / М-во высш. образования СССР. Моск. инж.-физ. ин-т. Кафедра электрофиз. установок. — Москва : [б. и.], 1959. — 155 с. (в соавторстве с О. А. Вальднером)
- Электромагнитные поля в диафрагмированных волноводах линейных электронных ускорителей. — Москва : Госатомиздат, 1963. — 68 с. (в соавторстве с О. А. Вальднером)
- Линейные ускорители: [Учеб. пособие для вузов]. — Москва : Атомиздат, 1969. — 248 с. (в соавторстве с О. А. Вальднером и А. Д. Власовым)
- Ускоряющие волноводы. — Москва : Атомиздат, 1973. — 214 с. (в соавторстве с О. А. Вальднером и А. Н. Диденко)
- Основы физики и техники ускорителей : [Учеб. пособие для физ. спец. вузов. В 3-х т.]. — М. : Энергоиздат, 1981. — [Т.] 1. Ускорители заряженных частиц. — М. : Энергоиздат, 1981. — 192 с. (в соавторстве с А. Н. Лебедевым)
- Основы физики и техники ускорителей : [Учеб. пособие для физ. спец. вузов. В 3-х т.]. — М. : Энергоиздат. — [Т.] 2. Циклические ускорители. — М. : Энергоиздат, 1982. — 239 с. (в соавторстве с А. Н. Лебедевым)
- Основы физики и техники ускорителей : [Учеб. пособие для физ. спец. вузов]. В 3-х т.. — М. : Энергоатомиздат. — [Т.] 3. Линейные ускорители. — М. : Энергоатомиздат, 1983. — 199 с. (в соавторстве с А. Н. Лебедевым)
- Поверхностные радиационные эффекты в элементах интегральных микросхем. — М. : Энергоатомиздат, 1988. — 255 с. — ISBN 5-283-02942-5 (в соавторстве с В. С. Першенковым и В. Д. Поповым)
- Основы физики и техники ускорителей: учебное пособие для студентов вузов / Лебедев Андрей Николаевич, Шальнов Александр Всеволодович. — 2-е изд., перераб. и доп. — М.: Энергоатомиздат, 1991. — 528 с. — ISBN 5-283-03971-4.
- Ускорители с накоплением и генерацией высокочастотной энергии. — М. : Энергоатомиздат, 1994. — 207 с. — ISBN 5-283-03985-5 (Б. Ю. Богдановичем и Н. М. Гавриловым)
- Как добраться до атомного ядра. — М. : Моск. инженер.-физ. ин-т (гос. ун-т), 2001 (Тип. МИФИ). — 59 с. — ISBN 5-7262-0412-3
- Медицина и ускорители. — М. : [Моск. инженер.-физ. ин-т (гос. ун-т)], 2004. — 122 с. — ISBN 5-7262-0537-5 (в соавторстве с В. Г. Никитаевым и И. С. Щедриным)
- К глубинным тайнам материи. — Москва : Московский инженерно-физ. ин-т (гос. ун-т), 2007. — 60 с. — ISBN 978-5-7262-0814-5